# Межзвёздный полёт
Эта статья — о межзвёздном полёте. Не путать с Межгалактическим полётом.
Межзвёздный полёт — путешествие между звёздами космических пилотируемых кораблей или автоматических станций, которые, таким образом, могут именоваться звездолётами. Часто рассматривается в качестве гипотетического сценария, например, в литературе или кинематографе (если речь идет о межзвёздных полётах людей).
Межзвёздные путешествия — это гипотетические путешествия космических кораблей между звёздными системами. Из-за огромных расстояний между Солнечной системой и ближайшими звёздами межзвёздные путешествия невозможны при использовании современных двигательных технологий.
Чтобы совершить путешествие между звёздами за разумное время (десятки или сотни лет), межзвёздный космический корабль должен развивать значительную долю от скорости света, что требует огромного количества энергии. Из-за скорости света связь с таким межзвёздным кораблём будет осуществляться с задержкой в несколько лет. Столкновения с космической пылью и газом на таких скоростях могут быть катастрофическими для космических кораблей. Межзвёздные путешествия с экипажем, возможно, можно было бы осуществлять медленнее (намного дольше человеческой жизни), создав корабль поколений. К гипотетическим межзвёздным двигательным установкам относятся ядерно-импульсный двигатель, ракету на осколках деления атомного ядра, термоядерную ракету, солнечный парус и ракету на антивеществе.
Преимущества межзвёздных путешествий включают в себя детальное изучение пригодных для жизни экзопланет и далёких звёзд, всесторонний поиск внеземного разума и колонизацию космоса. Несмотря на то, что пять космических аппаратов без экипажа покинули Солнечную систему, они не являются «межзвёздными кораблями», поскольку не предназначены для исследования других звёздных систем. Таким образом, в 2020-х годах межзвёздные полёты остаются популярным сюжетом в исследованиях о возможном будущем и научной фантастике. Цивилизация, освоившая межзвёздные путешествия, называется межзвёздным видом.
Расстояние до ближайшей от Земли звезды (Проксима Центавра) составляет около 4,243 световых лет, то есть примерно в 268 тысяч раз больше расстояния от Земли до Солнца.
Четыре автоматические межпланетные станции — Пионер-10, Пионер-11, Вояджер-1, Вояджер-2 — в разное время достигли третьей космической скорости и покинули Солнечную систему; теперь с их помощью изучают межзвёздное пространство.
Аппаратов, прямым назначением которых можно считать полёт до ближайших звёзд, на начало XXI века не создано. Во второй половине XX века существовали проекты разработки пилотируемых межзвёздных кораблей «Орион» и «Дедал» на ядерной тяге. Их продолжением стали современные проекты ядерных звездолётов Longshot и «Икар».
В 2011 году DARPA совместно с НАСА объявили о начале концептуального проекта «Через 100 лет к звёздам», целью которого является осуществление пилотируемого полёта к другим звёздным системам. По словам Поля Ерёменко, координатора проекта в DARPA, целью данного проекта является не постройка космического корабля, а стимулирование нескольких поколений учёных на исследования в различных дисциплинах и создание прорывных технологий. Директор исследовательского центра Эймса (НАСА) Симон П. Уорден указывал, что проект двигателя для полётов в дальний космос может быть разработан ближе к 2030-му году.
В 2016 году инициирован частный проект Breakthrough Starshot по созданию сверхмалых автоматических межзвёздных аппаратов, использующих световой парус и разгон сверхмощной лазерной установкой. Проект рассчитан на достижение ближайших звёзд за активное время жизни существующего поколения.
Полёты на звездолётах занимают существенное место в научной фантастике.

## Задачи полёта
Физик-теоретик Фримен Дайсон считает главной целью освоения далёкого космоса возрождение независимых маленьких групп людей, которые считаются им «двигателями прогресса». Однако, по мнению его оппонентов (Ари Штернфельд и другие), все научные открытия совершались в крупных странах.
Физик Джерард О’Нил полагает, что у человечества есть три пути развития: самоуничтожение, стагнация или космическая экспансия.

## Цели межзвездных путешествий
24 августа 2016 года было объявлено об открытии экзопланеты размером с Землю Проксима Центавра b, вращающейся в обитаемой зоне Проксима Центавра на расстоянии 4,2 световых года. Это ближайшая известная потенциально обитаемая экзопланета за пределами Солнечной системы.
В феврале 2017 года НАСА объявило, что его космический телескоп «Спитцер» обнаружил семь планет размером с Землю в системе TRAPPIST-1, вращающихся вокруг сверххолодной карликовой звезды в 40 световых годах от Солнечной системы. Трое из этих планет находятся в обитаемой зоне — области вокруг родительской звезды, где на каменистой планете с наибольшей вероятностью может быть жидкая вода. Это открытие стало новым рекордом по количеству планет в обитаемой зоне, обнаруженных вокруг одной звезды за пределами Солнечной системы. На всех этих семи планетах при подходящих атмосферных условиях может быть жидкая вода (основа жизни, какой мы её знаем) но наибольшие шансы есть у трёх планет в обитаемой зоне.
В пределах 40 световых лет от Солнца находится 59 известных звёздных систем, содержащих 81 видимую звезду. Следующие объекты можно считать основными целями для межзвёздных миссий.
| Система         | Расстояние (а. е.) | Примечания |
| --------------- | ------------------ | --- |
| Альфа Центавра  | 4,3                | Ближайшая система. Три звезды (G2, K1, M5). Компонент A похож на Солнце (звезда типа G2). 24 августа 2016 года было объявлено об открытии экзопланеты размером с Землю (Проксима Центавра b), вращающейся в зоне обитаемости Проксимы Центавра.                                  |
| Звезда Барнарда | 6                  | Маленький красный карлик M5 с низкой светимостью. Вторая по близости к Солнечной системе звезда. |
| Сириус          | 8,6                | Крупная, очень яркая звезда класса A1 с белым карликом-компаньоном. |
| Эпсилон Эридана | 10,5               | Одиночная звезда K2 немного меньше и холоднее Солнца. У неё есть два пояса астероидов. Также считается, что вокруг неё вращается газовый гигант (Эпсилон Эридана b), возможно, ещё одна планета меньшего размера и возможно существование планетной системы, подобной Солнечной. |
| Тау Кита        | 11,8               | Одиночная звезда класса G8, похожая на Солнце. Высокая вероятность наличия планетной системы, подобной Солнечной: имеющиеся данные свидетельствуют о наличии четырёх планет, две из которых потенциально находятся в обитаемой зоне.                                             |
| Звезда Лейтена  | 12,36              | Красный карлик M3 с суперземлёй Лейтен b, вращающейся вокруг него в обитаемой зоне |
| Вольф 1061      | 14,1               | Wolf 1061 c в 1,6 раза больше Земли; на нём может быть каменистая поверхность. Он также находится в зоне обитаемости, где может существовать жидкая вода. |
| Глизе 667       | 23,7               | Система, состоящая как минимум из двух планет, с суперземлёй, находящейся в зоне вокруг звезды, где может существовать жидкая вода, что делает её возможным кандидатом на наличие жизни.                                                                                         |
| Вега            | 25                 | Очень молодая система, возможно находящаяся в процессе формирования планет. |
| TRAPPIST-1      | 40,7               | Система, в которой есть семь планет, похожих на Землю, на некоторых из них может быть жидкая вода. Это открытие — большой шаг вперёд в поиске пригодных для жизни планет. |

Существующие астрономические технологии позволяют находить планетные системы вокруг этих объектов, что расширяет возможности их исследования.

## Стратегия полёта
Писатель-фантаст в жанре научной фантастики и физик Роберт Л. Форвард утверждал, что межзвёздную миссию, которую невозможно завершить в течение 50 лет, вообще не следует начинать. Вместо этого, если предположить, что цивилизация всё ещё находится на кривой роста скорости двигательной системы и ещё не достигла предела, ресурсы следует направить на разработку более совершенной двигательной системы. Это связано с тем, что медленный космический корабль, скорее всего, будет обогнан другой миссией, отправленной позже, с более совершенной двигательной системой (постулат о постоянном устаревании). В 2006 году Эндрю Кеннеди рассчитал идеальные даты отправления для полета к Звезде Барнарда, используя более точную концепцию расчета ожидания, когда для данного пункта назначения и темпов роста двигательной мощности существует точка отправления, которая опережает предыдущие запуски и не будет опережена более поздними, и пришел к выводу, что «межзвездное путешествие длиной в 6 световых лет лучше всего совершить примерно через 635 лет, если рост продолжится примерно на 1,4 % в год», или приблизительно в 2641 году нашей эры. Возможно, это самый важный расчёт для конкурирующих культур, населяющих галактику.
Выделяют два определения межзвёздных полётов:
- Медленные путешествия в десятки тысяч лет без специальных двигателей. Например, автоматические станции «Пионер 10», «Пионер 11» и два «Вояджера» или предложенные некоторыми учёными проекты человеческих поселений на межзвёздных кометах.
- Быстрые путешествия со специальными двигателями или движителями (космические парусники, термоядерные двигатели и пр.). Например, полёт к ближайшим звёздам за срок, не превышающий срок человеческой жизни[16].

Джерард О’Нил, помимо освоения человеком пригодных для колонизации землеподобных планет, предложил для изучения межзвёздного пространства использовать систему зондов-репликаторов Один зонд достигает чужой планетной системы, собирает из местных материалов другой зонд, который отправляется в полёт к следующей звезде. При этом первый зонд остаётся на месте для поддержания связи и изучения звёздной системы.

### Медленные зонды без экипажа
«Медленные» межзвёздные миссии (по другим меркам всё равно быстрые) с использованием существующих и перспективных двигательных технологий предполагают время в пути от нескольких десятилетий до тысяч лет. Такие миссии предполагают отправку роботизированного зонда к ближайшей звезде для исследования, подобно межпланетным зондам, таким как «Вояджер». Если не брать с собой экипаж, стоимость и сложность миссии значительно снижаются, как и масса, которую необходимо разогнать, хотя срок службы оборудования по-прежнему остаётся серьёзной проблемой наряду с достижением разумной скорости полёта. Среди предложенных концепций — проект «Дедал», проект «Икар», проект «Dragonfly», проект «Longshot» и совсем недавний проект «Breakthrough Starshot».

### Быстрые зонды без экипажа

#### Нанозонды
В ближайшем будущем могут появиться нанокосмические аппараты, способные развивать скорость, близкую к скорости света, на основе существующей технологии микрочипов и недавно разработанного наноразмерного двигателя. Исследователи из Мичиганского университета разрабатывают двигатели, использующие наночастицы в качестве топлива. Их технология называется «двигатель на основе извлечения наночастиц из поля» или nanoFET. Эти устройства работают как небольшие ускорители частиц, выбрасывающие проводящие наночастицы в космос.
Митио Каку, физик-теоретик, предложил отправлять к звёздам облака «умной пыли», что может стать возможным благодаря достижениям в области нанотехнологий. Каку также отмечает, что из-за уязвимости очень маленьких зондов, которые могут быть легко повреждены магнитными полями, микрометеоритами и другими опасностями, необходимо отправлять большое количество нанозондов, чтобы повысить вероятность того, что хотя бы один из них переживёт путешествие и достигнет цели.
В качестве краткосрочного решения в рамках проекта «Dragonfly» были предложены небольшие межзвёздные зонды с лазерным двигателем, созданные на основе современной технологии CubeSat.
Starseed — это аналогичный предложенный метод запуска межзвёздных нанозондов со скоростью, составляющей одну треть скорости света. В предложенной пусковой установке используется полый провод малого диаметра длиной 1 000 км с электродами, расположенными внутри — электростатическая ускорительная труба, похожая на идеи К. Эрика Дрекслера.

### Медленные полеты с экипажем
В пилотируемых миссиях продолжительность медленного межзвёздного путешествия является серьёзным препятствием и существующие концепции решают эту проблему по-разному. Их можно разделить по «состоянию», в котором люди находятся на борту космического корабля.

#### Корабли поколений
Возможны также межзвёздные путешествия с использованием звездолётов, реализующих концепцию «кораблей поколений» (например, по типу колоний О’Нила). В таких звездолётах создаётся замкнутая биосфера, способная поддерживать и воспроизводить себя в течение нескольких тысяч лет. Полёт происходит с небольшой скоростью и занимает долгое время, на протяжении которого успевают смениться несколько поколений космонавтов.
Корабль поколений (или корабль-мир) — это тип межзвёздного ковчега, в котором экипаж, прибывающий в пункт назначения, является потомком тех, кто отправился в путешествие. Корабли поколений в настоящее время неосуществимы из-за сложности строительства корабля таких огромных размеров, а также из-за серьёзных биологических и социологических проблем, связанных с жизнью на борту такого корабля.

#### Спящий космический корабль
Ученые и писатели выдвигали различные гипотезы о возможности анабиоза. К ним относятся спячка и криоконсервация человека. Хотя ни один из этих методов в настоящее время не является практичным, они позволяют создать спящий корабль, на которых пассажиры будут находиться в состоянии анабиоза в течение всего путешествия.

#### Замороженные эмбрионы
Роботизированная межзвёздная миссия с несколькими замороженными человеческими эмбрионами на ранней стадии развития — ещё одна теоретическая возможность. Этот метод колонизации космоса требует, помимо прочего, разработки искусственной утробы, предварительного обнаружения пригодной для жизни планеты земного типа, а также достижений в области полностью автономных мобильных роботов и обучающих роботов, которые заменят родителей-людей.

#### Путешествие по островам межзвёздного пространства
Межзвёздное пространство не является полностью пустым; оно содержит триллионы ледяных тел — от небольших астероидов (облако Оорта) до возможных планет-сирот. Возможно, эти ресурсы можно будет использовать на протяжении значительной части межзвёздного путешествия, медленно перемещаясь от одного тела к другому или создавая промежуточные станции.

### Быстрые миссии с экипажем
Если бы космический корабль мог развивать скорость в 10 % от скорости света (и замедляться в пункте назначения для пилотируемых миссий), этого было бы достаточно, чтобы добраться до Проксимы Центавра за сорок лет. Было предложено несколько концепций двигателей, которые в конечном итоге могут быть разработаны для достижения этой цели (см. Межзвёздный_полёт#Способы_полёта), но ни одна из них не готова к разработке в краткосрочной перспективе (несколько десятилетий) по приемлемой цене.

#### Замедление времени
Физики обычно считают, что путешествия со скоростью, превышающей скорость света, невозможны. Релятивистское замедление времени позволяет путешественнику ощущать время тем медленнее, чем ближе его скорость к скорости света. Это кажущееся замедление становится заметным, когда достигаются скорости выше 80 % от скорости света. Часы на борту межзвёздного корабля будут идти медленнее, чем земные, поэтому, если двигатели корабля способны непрерывно создавать ускорение около 1 g (комфортное для человека), корабль сможет добраться практически до любой точки галактики и вернуться на Землю в течение 40 лет по корабельному времени (см. диаграмму). По возвращении разница между временем, прошедшим на корабле астронавта, и временем, прошедшим на Земле, будет ощутимой.
Например, космический корабль может лететь к звезде, находящейся на расстоянии 32 световых лет, сначала ускоряясь с постоянной силой 1,03 g (то есть 10.1 м/с2) в течение 1,32 года (по корабельному времени), затем останавливая двигатели и двигаясь по инерции в течение следующих 17,3 года (по корабельному времени) с постоянной скоростью, затем снова замедляясь в течение 1,32 корабельного года и останавливаясь в пункте назначения. После непродолжительной миссии астронавт мог вернуться на Землю тем же путём. После полного цикла полёта в оба конца часы на борту корабля показывают, что прошло 40 лет, но, по земным меркам, корабль возвращается через 76 лет после запуска.
С точки зрения астронавта, бортовые часы идут нормально. Кажется, что звезда впереди приближается со скоростью 0,87 светового года за корабельный год. Вселенная как будто сжимается в направлении движения до половины своего размера, который был, когда корабль находился в состоянии покоя; расстояние между этой звездой и Солнцем, по мнению астронавта, составляет 16 световых лет.
На более высоких скоростях время на борту будет идти ещё медленнее, так что астронавт мог бы добраться до центра Млечного Пути (30 000 световых лет от Земли) и вернуться через 40 лет по корабельному времени. Но скорость по земным часам всегда будет меньше 1 светового года в земной год, так что, вернувшись домой, астронавт обнаружит, что на Земле прошло более 60 тысяч лет.

#### Космические путешествия с постоянным ускорением
Независимо от того, как это будет реализовано, самым быстрым способом передвижения будет двигательная установка, способная непрерывно ускорять объект от старта до прибытия. При движении с постоянным ускорением двигательная установка разгоняет объект с постоянной скоростью в течение первой половины пути, а затем замедляет его во второй половине, так что объект прибывает в пункт назначения неподвижным относительно точки отправления. Если бы это было выполнено с ускорением, подобным тому, которое испытывается на поверхности Земли, это имело бы дополнительное преимущество в создании искусственной «гравитации» для экипажа. Однако при современных технологиях подача необходимой энергии была бы непомерно дорогой.
С точки зрения наблюдателя на планете, корабль сначала будет равномерно ускоряться, а затем, по мере приближения к скорости света (которую он не может превысить), ускорение будет замедляться. Корабль будет иметь гиперболической траектории. Примерно через год ускорения корабль приблизится к скорости света и будет двигаться с этой скоростью до тех пор, пока не начнёт тормозить в конце путешествия.
С точки зрения бортового наблюдателя, экипаж будет ощущать гравитационное поле, противоположное ускорению двигателя, а Вселенная впереди будет казаться падающей в этом поле, совершая гиперболическое движение. В связи с этим расстояния между объектами в направлении движения корабля будут постепенно сокращаться, пока корабль не начнёт замедляться, и тогда восприятие гравитационного поля бортовым наблюдателем изменится на противоположное.
Когда корабль достигнет пункта назначения, если он отправит сообщение на родную планету, то обнаружит, что на борту прошло меньше времени, чем для наблюдателя на планете из-за замедления времени и лоренцево сокращения.
В результате команда добьется быстрого межзвездного полета.

#### Сверхсветовое движение
В научно-фантастических произведениях нередко упоминаются методы межзвёздных перелётов, основанные на перемещении быстрее скорости света в вакууме. Хотя специальная теория относительности Эйнштейна говорит о невозможности такого перемещения, существует несколько теорий, предлагающих возможность «обойти» это ограничение. Так, существует мнение[кого?], что специальная теория относительности в принципе не верна. Общая теория относительности (ОТО) может разрешать перемещение объекта быстрее света в искривлённом пространстве-времени — существуют решения уравнений Эйнштейна, допускающие такие концепции как Пузырь Алькубьерре и «кротовые норы». Сверхсветовое движение теоретически можно осуществить с помощью варп-двигателя. Такое движение позволит сократить длительность не только межзвёздных, но и межгалактических перелётов.
Ученые и писатели выдвигали множество предположений о том, как можно превысить скорость света, но даже самые серьезные из них носят весьма умозрительный характер.
Также ведутся споры о том, возможно ли перемещение со скоростью, превышающей скорость света, отчасти из-за проблем с причинно-следственными связями: при определённых условиях перемещение со скоростью, превышающей скорость света, может позволить перемещаться в обратном направлении во времени в рамках специальной теории относительности. Предлагаемые механизмы для перемещения со скоростью, превышающей скорость света в рамках общей теории относительности требуют существования экзотической материи, и неизвестно, можно ли создать её в достаточном количестве, если вообще возможно.
Пузырь Алькубьерре основан на тезисе, который в рамках общей теории относительности и без использования кротовых нор утверждает, что можно изменить пространство-время таким образом, чтобы космический корабль мог двигаться с произвольной скоростью за счёт локального расширения пространства-времени позади корабля и противоположного сжатия перед ним. Тем не менее эта концепция требует, чтобы в космическом корабле была область экзотической материи или гипотетическая концепция отрицательной массы.
Кротовые норы — это предполагаемые искажения в пространстве-времени, которые, по мнению теоретиков, могут соединять две произвольные точки во Вселенной через мост Эйнштейна — Розена. Неизвестно, возможны ли кротовые норы на практике. Хотя существуют решения уравнения Эйнштейна для общей теории относительности, допускающие наличие кротовых нор, все известные на данный момент решения предполагают наличие некоторых допущений, например существование отрицательной массы, что может противоречить физике. Однако Крамер и другие авторы утверждаю, что такие кротовые норы могли образоваться в ранней Вселенной и стабилизироваться с помощью космических струн. Общая теория кротовых нор рассматривается Виссером в книге Кротовые норы Лоренца.

#### Другие теоретические концепции
Теоретическая идея, позволяющая осуществлять межзвёздные путешествия, заключается в том, чтобы разогнать космический корабль, создав искусственную чёрную дыру и используя параболический отражатель для отражения излучения Хокинга. Несмотря на то, что это выходит за рамки современных технологических возможностей, космический корабль с чёрной дырой в качестве двигателя имеет ряд преимуществ по сравнению с другими возможными методами. Чтобы чёрная дыра могла служить источником энергии и двигателем, необходимо преобразовывать излучение Хокинга в энергию и тягу. Один из возможных методов заключается в размещении чёрной дыры в фокусе параболического отражателя, прикреплённого к кораблю, что создаёт тягу, направленную вперёд. Чуть более простой, но менее эффективный метод заключается в том, чтобы просто поглощать всё гамма-излучение, направленное в переднюю часть корабля, и направлять его вперёд, а остальное выпускать через заднюю часть.
Загруженные человеческие разумы или ИИ можно передавать с помощью лазерных или радиосигналов со скоростью света. Для этого в пункте назначения должен быть установлен приёмник, который сначала нужно настроить, например, с помощью людей, зондов, самовоспроизводящихся машин (возможно, вместе с ИИ или загруженными людьми) или инопланетной цивилизации (которая может находиться в другой галактике, например, цивилизация III типа по Кардашёву).
Космонавт Константин Феоктистов считал, что абстрактная возможность телепортации человека, например, в виде электромагнитных волн решила бы все технические проблемы межзвёздного полёта. Однако новейшие исследования говорят о невозможности телепортации человека именно в виде электромагнитных волн, — считается, что телепортации имеют иную физику.

## Кинематика межзвёздных полётов
Пусть полёт туда и полёт обратно состоит из трёх фаз:
1. равноускоренного разгона;
2. полёта с постоянной скоростью;
3. равноускоренного торможения.

Собственное время любых часов имеет вид:
{\displaystyle \int \limits _{0}^{t}{\sqrt {1-\mathbf {u} ^{2}(t)/c^{2}}}\cdot dt,}
где {\displaystyle \textstyle \mathbf {u} (t)} — скорость этих часов.
Земные часы неподвижны ({\displaystyle \textstyle \mathbf {u} =0}), и их собственное время равно координатному {\displaystyle \textstyle \tau _{0}=t}.
Часы космонавтов имеют переменную скорость {\displaystyle \textstyle \mathbf {u} (t)}.
Так как корень под интегралом остаётся всё время меньше единицы, время этих часов, независимо от явного вида функции {\displaystyle \textstyle \mathbf {u} (t)}, всегда оказывается меньше
{\displaystyle \textstyle t}. В результате {\displaystyle \textstyle \tau '_{0}<\tau _{0}}.
Если разгон и торможение проходят релятивистски равноускоренно (с параметром собственного ускорения {\displaystyle \textstyle a}) в течение {\displaystyle \tau _{1}}, а равномерное движение — {\displaystyle \tau _{2}}, то по часам корабля пройдёт время:
{\displaystyle \tau _{0}={\frac {2c}{a}}\,\ln \left[{\frac {a\tau _{1}}{c}}+{\sqrt {1+\left({\frac {a\tau _{1}}{c}}\right)^{2}}}\right]+{\frac {\tau _{2}}{\sqrt {1+(a\tau _{1}/c)^{2}}}}={\frac {2c}{a}}\,\operatorname {arcsinh} {\frac {a\tau _{1}}{c}}+{\frac {\tau _{2}}{\sqrt {1+(a\tau _{1}/c)^{2}}}},}
где {\displaystyle \operatorname {arcsinh} } — гиперболический арксинус.
Если корабль разгоняется до середины расстояния {\displaystyle S} до цели, а затем тормозит, то полное корабельное время полёта до цели в одном направлении равно:
{\displaystyle T_{k}={\frac {2c}{a}}\cosh ^{-1}\left(1+{\frac {aS}{2c^{2}}}\right)}
Рассмотрим предполагаемый полёт к звёздной системе Альфа Центавра, удалённой от Земли на расстояние в 4,3 световых года. Если время измеряется в годах, а расстояние — в световых годах, то скорость света {\displaystyle \textstyle c} равна единице, а единичное ускорение {\displaystyle \textstyle a=1} св.год/год² близко к ускорению свободного падения и примерно равно 9,5 м/c².
Пусть половину пути космический корабль двигается с единичным ускорением, а вторую половину — с таким же ускорением тормозит {\displaystyle \textstyle (\tau _{2}=0)}. Затем корабль разворачивается и повторяет этапы разгона и торможения. В этой ситуации время полёта в земной системе отсчёта составит примерно 12 лет, тогда как по часам на корабле пройдёт 7,3 года. Максимальная скорость корабля достигнет 0,95 от скорости света.
За 40 лет собственного времени (отсчёт времени на космическом корабле) такой корабль побывает в центре Галактики, за 59 лет собственного времени корабль с единичным ускорением потенциально может совершить путешествие (вернувшись на Землю) к галактике Андромеды, удалённой на 2,5 млн св. лет. На Земле за время такого полёта пройдёт около 5 млн лет. Развивая вдвое большее ускорение (к которому тренированный человек вполне может привыкнуть при соблюдении ряда условий и использования ряда приспособлений, например, анабиоза), можно даже совершить экспедицию к видимому краю Вселенной (около 14 млрд св. лет), которая займёт у космонавтов порядка 50 лет. Но, возвратившись из такой экспедиции (через 28 млрд лет, по земным часам), её участники попадут в нашу Галактику, которая уже не будет существовать. Исходя из этих расчётов, чтобы космонавты избежали футурошока по возвращении на Землю, разумный радиус доступности для межзвёздных экспедиций с возвратом не должен превышать нескольких десятков световых лет, если не будут открыты какие-либо принципиально новые физические принципы перемещения в пространстве-времени. Впрочем, обнаружение многочисленных экзопланет даёт основания полагать, что планетные системы встречаются у достаточно большой доли звёзд, поэтому космонавтам будет что исследовать и в этом радиусе (например, планетные системы ε Эридана и Глизе 581).
Как будет осуществляться такое перемещение на практике и сработает ли релятивистская механика в таком полёте, пока не ясно.

## Проблемы полёта
Экипаж межзвёздного корабля столкнётся с рядом серьёзных опасностей, включая психологические последствия длительной изоляции, физиологические последствия экстремального ускорения, воздействие ионизирующего излучения и физиологические последствия невесомости для мышц, суставов, костей, иммунной системы и глаз. Также существует риск столкновения с микрометеоритами и другим космическим мусором. Эти риски представляют собой проблемы, которые ещё предстоит решить.
Межзвёздные путешествия имеют серьёзные технические препятствия и требуют чрезвычайно много времени для перелёта. Необходимо научиться сохранять человеческий организм живым в течение нескольких сотен или тысяч лет. Потребуется техника, которая сможет работать это продолжительное время и которую можно будет ремонтировать или заменять в глубинах космоса. Необходимы новые физические теории, технологии и материалы, позволяющие достичь скорости света. Эти серьёзные барьеры делают межзвёздные и межгалактические путешествия в настоящее время совершенно невозможными.
Космонавт Константин Феоктистов выделял три главные проблемы межзвёздного полёта:
- время — даже при близких к свету скоростях для полётов в рамках галактики потребуются тысячи и десятки тысяч лет (при этом неизвестно, сможет ли космический корабль функционировать такой продолжительный срок),
- потоки пыли и газа — при близких к свету скоростях они могут испарять защитные экраны звездолётов,
- энергетические проблемы (например, при использовании термоядерной реакции и скоростях, близких к световым, отношение начальной и конечной массы корабля оказывается больше 1030)[49].

Для пилотируемых межзвёздных экспедиций потребуется поддерживать жизнеобеспечение и здоровье астронавтов на протяжении длительного периода времени, поэтому нужен замкнутый цикл жизнеобеспечения с многократным восстановлением и использованием питательных веществ. Эта система должна будет снабжать астронавтов пищей, воздухом и водой. Для сохранения прочности костей потребуется искусственная гравитация, для защиты от космического излучения — радиационная защита, а от попадания метеоритов — противометеорная защита. Длительное путешествие в один конец в замкнутом пространстве может породить психологические проблемы. Несмотря на все трудности, отправка людей предпочтительнее роботов потому, что человеческий ум более гибок и способен быстрее ориентироваться в незнакомой обстановке, чем система запрограммированного робота. Однако сам межзвёздный полёт потребует большого количества различных ресурсов и мощную политическую поддержку (подобно выходу человека в космос или высадки на Луну).
По мнению профессора-антрополога Джона Мура, во время длительных космических путешествий длиной в несколько поколений будет предпочтительнее традиционная семья как основа социальной жизни космонавтов. По его мнению, каждому мужчине и каждой женщине на борту межзвёздного корабля должен быть предоставлен выбор между 10 потенциальными жёнами и мужьями соответственно. Модель Мура предполагает численность команды корабля около 80—100 человек и ограничение рождаемости (не больше 2 детей у одной женщины).
Во время межзвёздного путешествия большую опасность для космонавтов будет представлять космическая радиация, поэтому потребуются меры защиты от неё. В качестве защиты могут быть использованы 3 варианта:
1. толстый слой вещества (например, сферическая водяная оболочка толщиной 5 метров);
2. магнитная защита (отталкивает заряженные космические частицы);
3. электростатическая защита (выбрасывает в пространство пучок электронов, корабль приобретает положительный заряд, который отталкивает космические высокоэнергичные частицы).

Каждый способ имеет свои достоинства и недостатки:
- первый вариант при простом и надёжном принципе действия имеет слишком большую массу;
- второй при куда меньшей массе не обеспечивает защиту вдоль оси;
- третий при отсутствии брешей в защите и опасного сильного магнитного поля сам создаёт опасный приток отрицательно заряженных частиц, — требуется электрическое поле гигантского напряжения[57].

Опасностью для межзвёздного корабля также будут частицы и вещество межзвёздной среды, которые при быстром полёте звездолёта обладают большей проникающей и разрушительной силой. Ещё одна проблема — большой уровень выделения тепла от мощных источников энергии, что потребует эффективных систем охлаждения или снижения тепловыделения. Отвод избыточного тепла — проблема почти всех проектов межзвёздных кораблей.
Существует попытка объяснения парадокса Ферми с точки зрения проблем межзвёздных путешествий. Аэрокосмический инженер Джеффри Лэндис выдвигает следующую гипотезу:
- прямой межзвёздный полёт имеет ограниченную дальность;
- количество пригодных для колонизации звёздных систем ограничено (например, в радиусе 30 световых лет от Солнечной системы есть только 5 потенциально пригодных для колонизации звёздных систем), тогда как колония в новой звёздной системе будет иметь очень слабые связи с материнской культурой.

При этом колонии могут как развиться в колонизирующие цивилизации (их цель — межзвёздная экспансия), так и в неколонизирующие цивилизации (им неинтересны межзвёздные полёты). Если колония будет неколонизирующей, то межзвёздная экспансия на этом остановится. Но даже для колонизирующей колонии потребуется много времени, чтобы достичь технологического уровня для межзвёздных полётов. Однако всё равно межзвёздный полёт будет очень дорогостоящим, — например, физик-теоретик Фримен Дайсон оценивал стоимость одного из вариантов межзвёздного полёта в весь валовый национальный доход при расстоянии в 4 световых года и времени полёта в 200 лет.

### Столкновение с межзвездным веществом
Знание свойств межзвёздного газа и пыли, через которые должен пройти аппарат, необходимо для разработки любой межзвёздной космической миссии. Основная проблема при движении на чрезвычайно высоких скоростях заключается в том, что из-за высоких относительных скоростей и больших кинетических энергий столкновения с межзвёздной пылью могут привести к значительным повреждениям аппарата. Были предложены различные методы экранирования для решения этой проблемы. Более крупные объекты (например, макроскопические частицы пыли) встречаются гораздо реже, но могут нанести гораздо больший ущерб. Риски столкновения с такими объектами и методы их снижения обсуждались в научной литературе, но многие факторы остаются неизвестными. Кроме того, из-за неоднородного распределения межзвёздного вещества вокруг Солнца эти риски будут различаться в зависимости от траектории. Хотя высокая плотность межзвёздной среды может создавать трудности для многих концепций межзвёздных путешествий, межзвёздные прямоточные двигатели и некоторые предлагаемые концепции медленных межзвёздных космических аппаратов на самом деле выигрывают от более плотной межзвёздной среды.
Движение со скоростью, близкой к скорости света, и столкновение даже с крошечным неподвижным объектом, например песчинкой, приведут к фатальным последствиям. Например, грамм вещества, движущийся со скоростью 90 % от скорости света, обладает кинетической энергией, соответствующей небольшой ядерной бомбе (около 30 килотонн в тротиловом эквиваленте).
При движении космического корабля с околосветовой скоростью протоны межзвёздного газа Галактики (плотностью 1 протон на 1 см3) превратятся в пучок, направленный против направления полёта корабля, с энергией {\displaystyle 10^{9}} эВ и плотностью потока {\displaystyle 10^{10}} частиц на см2/сек (на поверхности Земли интенсивность космического излучения составляет всего {\displaystyle 2} частицы на см2/сек). Как обеспечить защиту экипажа корабля от такого излучения, неизвестно.
Проблему столкновения с межзвёздным веществом подробно рассмотрел Иван Корзников в статье «Реальности межзвёздных полётов». Столкновение с межзвёздной пылью будет происходить на околосветовых скоростях и по физическому воздействию напоминать микровзрывы. (Что будет происходить в условиях сверх светового движения, пока неясно.) При скоростях больше 0,1 {\displaystyle c} защитный экран должен иметь толщину в десятки метров и массу, равную сотням тысяч тонн. Но этот экран будет надёжно защищать только от межзвёздной пыли. Столкновение с макрометеором будет иметь фатальные последствия, сравнимые по воздействию с близким взрывом мощной термоядерной бомбы. Корзников приводит расчёты, что при скорости более 0,1 {\displaystyle c} космический корабль не успеет изменить траекторию полёта и избежать столкновения. Он считает, что при субсветовой скорости космический корабль разрушится до достижения цели. По его мнению, межзвёздное путешествие возможно только при существенно меньших скоростях (до 0,01 {\displaystyle c}). А. В. Багров и М. А. Смирнов скептически относятся к идее одеть корабль в толстую броню из-за возрастания массы, однако сами рассматривают вариант создания человеческих поселений для межзвёздного полёта внутри астероида для большей зоны обитания и лучшей защиты от межзвёздного вещества.

### Энергия, материалы и ресурсы
Одним из основных препятствий является нехватка бортовых запасных частей и оборудования для ремонта на случай длительного путешествия, даже если все остальные проблемы решены и есть доступ ко всем ресурсам, доступным на Земле.
Для межзвёздного полёта потребуются большие запасы энергии и ресурсов, которые придётся везти с собой. Это одна из малоизученных проблем в межзвёздной космонавтике.
Значительным фактором, усложняющим задачу, является энергия, которую необходимо затратить, чтобы обеспечить приемлемое время в пути. Нижняя граница требуемой энергии — это кинетическая энергия {\displaystyle K={\tfrac {1}{2}}mv^{2}}, где m — конечная масса. Если требуется замедление по прибытии, которого невозможно достичь никаким другим способом, кроме как с помощью двигателей корабля, то нижняя граница требуемой энергии удваивается и составляет {\displaystyle mv^{2}}.
Скорость, необходимая для полёта с экипажем к ближайшей звезде и обратно за несколько десятилетий, в несколько тысяч раз превышает скорость современных космических аппаратов. Это означает, что из-за {\displaystyle v^{2}} в формуле кинетической энергии требуется в миллионы раз больше энергии. Для ускорения одной тонны до одной десятой скорости света требуется не менее 450 петаджоулей, 4,50⋅1017 джоулей или 125 тераватт-часов (мировое потребление энергии в 2008 году составило 143 851 тераватт-час), без учёта эффективности двигательного механизма. Эта энергия должна вырабатываться на борту из запасённого топлива, извлекаться из межзвёздной среды или передаваться на огромные расстояния.
Из-за требований к энергопотреблению межзвёздные путешествия очень сложны. Сообщалось, что на Объединённой конференции по двигательным установкам в 2008 году многие эксперты высказали мнение, что маловероятно, что люди когда-либо отправятся за пределы Солнечной системы. Брайс Н. Кассенти, доцент кафедры инженерии и естественных наук в Политехническом институте Ренсселера, заявил, что для отправки зонда к ближайшей звезде потребуется как минимум в 100 раз больше энергии, чем вырабатывается во всём мире (за данный год).
Например, самый проработанный на сегодняшний день проект «Дедал» с импульсным термоядерным двигателем за полвека достиг бы звезды Барнарда на расстоянии шесть световых лет от Земли, затратив 50 тысяч тонн термоядерного горючего (смесь дейтерия и гелия-3) и доставив к цели полезную массу в 450 тонн.
Существуют проекты новых, более мощных источников энергии, которые можно будет использовать в межзвёздном полёте.
Для движения корабля с околосветовыми скоростями его двигатели должны иметь мощность порядка нескольких петаваттов.
Одной из идей снижения мёртвой массы корабля является «автофаг» (autophage), или самопожиратель (self-consuming) — межзвёздный корабль, частично построенный из замороженного водорода (или дейтерия и трития), который можно использовать как конструкционный материал, радиационную защиту, хладагент (радиатор) и топливо одновременно.
Одним из недостатков межзвёздных кораблей является необходимость иметь собственные бортовые энергоблоки, что увеличивает массу и, соответственно, снижает скорость. Поэтому появились идеи снабжать межзвёздные корабли энергией из внешнего источника.
Существуют проекты использования межзвёздного водорода, солнечного (светового) или ионного паруса в сочетании с лазерным давлением и т. д.

### Межзвездные расстояния
Астрофизик Стен Оденвальд заявил, что основная проблема заключается в том, что в результате интенсивных исследований тысяч обнаруженных экзопланет в большинстве ближайших систем в пределах 50 световых лет не было найдено планет, подобных Земле, в обитаемых зонах звёзд. Учитывая, что некоторые из предлагаемых технологий обойдутся в мультитриллионы долларов, путешественникам придётся провести до 200 лет в пути со скоростью 20 % от скорости света, чтобы добраться до наиболее известных систем. Более того, когда путешественники доберутся до места назначения (любым способом), они не смогут спуститься на поверхность целевой планеты и основать там колонию, если атмосфера не будет пригодна для дыхания. Перспектива совершить такое путешествие только для того, чтобы провести остаток жизни в герметичном модуле и выходить наружу в скафандре, может исключить из списка многие потенциальные цели.
Расстояния между планетами Солнечной системы часто измеряются в астрономических единицах (а. е.), определяемых как среднее расстояние между Солнцем и Землей, примерно 149 597 870 700 метров (93 миллионов миль). Венера, ближайшая к Земле планета, находится (при максимальном приближении) на расстоянии 0,28 а. е. Нептун, самая дальняя планета от Солнца, находится на расстоянии 29,8 а. е. По состоянию на 20 января 2023 года «Вояджер-1», самый дальний от Земли рукотворный объект, находился на расстоянии 159 астрономических единиц.
Ближайшая известная звезда, Проксима Центавра, находится на расстоянии примерно 268 332 астрономических единиц, или более чем в 9 тыс. раз дальше, чем Нептун.
| Объект                                              | Расстояние (а. е.) | Время прохождения света |
| --------------------------------------------------- | ------------------ | ----------------------- |
| Луна                                                | 0,0026             | 1,3 с                   |
| Солнце                                              | 1                  | 8 мин                   |
| Венера (ближайшая к Земле планета)                  | 0,28               | 2,41 мин                |
| Нептун (самая дальняя планета Солнечной системы)    | 29,8               | 4,1 ч                   |
| Вояджер 2                                           | 133,1              | 18,45 ч                 |
| Вояджер 1                                           | 159,4              | 22,1 ч                  |
| Проксима Центавра (ближайшая звезда с экзопланетой) | 268 332            | 4,24 года               |

Расстояния между звёздами обычно измеряются в световых годах (определяются как расстояние, которое свет проходит в вакууме за один юлианский год) или в парсеках (один парсек равен 3,26 светового года, расстоянию, на котором звёздный параллакс составляет ровно одну угловую секунду, отсюда и название). Свет в вакууме распространяется со скоростью около 300 000 километров (186 000 миль) в секунду, поэтому 1 световой год составляет примерно 9 460 730 472 580 километров (5,879 триллиона миль) или 63 241 а. е. Следовательно, Проксима Центавра находится примерно в 4,243 световых годах от Земли.
Другой способ понять, насколько огромны межзвёздные расстояния, — это масштабирование. Одну из ближайших к Солнцу звёзд, Альфу Центавра А (звезду, похожую на Солнце, которая является одним из двух спутников Проксимы Центавра), можно представить, уменьшив расстояние от Земли до Солнца до одного метра (3,28 фута). В таком масштабе расстояние до Альфы Центавра А составит 276 километров (171 милю).
Самый быстрый из когда-либо отправленных в космос аппаратов, «Вояджер-1», преодолел 1/390 светового года за 46 лет и в настоящее время движется со скоростью 1/17 600 скорости света. При такой скорости путешествие до Проксимы Центавра заняло бы 75 000 лет.

## Способы полёта
Физик Митио Каку в книге «Физика невозможного» рассматривал следующие способы передвижения для звездолётов: ионные двигатели, плазменные двигатели, солнечные паруса, прямоточный термоядерный двигатель, атомный ракетный двигатель и импульсный ядерный двигатель «Ориона» и «Дедала».
А. В. Багров и М. А. Смирнов выделяют следующие проекты звездолётов: фотонная ракета со скоростью истечения рабочего вещества близкой к скорости света, межзвёздный прямоточный двигатель Бассарда с гигантской воронкой для сбора межзвёздного водорода в качестве топлива, проект «Орион», проект «Дедал», световой парус на давлении солнечного света или направленного луча лазера и авторская идея использования магнитного поля для ускорения и придания нужного направления заряженным частицам из двигателя.

### Пригодность двигателей и движителей для межзвёздных полётов
Для межзвёздного полёта за разумное время пригодны не все типы двигателей. В случае использования реактивной тяги для межзвёздного полёта на высоких скоростях требуются высокие скорости истечения рабочего вещества V0 и большое значение ускорения (соотношение тяги двигателя и массы летательного аппарата). Химические ракетные двигатели не могут дать скорость истечения свыше 5 км/с, зато ядерные источники энергии дают скорость истечения до 10—30 тыс. км/с, а скорость истечения близкую к скорости света можно достичь при аннигиляции и гравитационном коллапсе. Также химическим ракетам для межзвёздного путешествия потребуется неприемлемо огромное количество топлива, — космический корабль будет иметь слишком большие размеры и массу. Хотя химические ракетные двигатели имеют тягу в несколько тысяч тонн, однако работают только в течение нескольких минут, поэтому по величине конечного ускорения уступают, например, ионным двигателям с небольшой тягой и продолжительностью работы в несколько лет.
Хотя электроракетные двигатели имеют малую тягу по сравнению с жидкотопливными ракетами, они способны работать длительное время и осуществлять медленные полёты на большие расстояния. Но по мнению физика Митио Каку, ионные и плазменные двигатели слишком маломощные для полёта человека к звёздам. Самые совершенные на сегодняшний день электрические ракетные двигатели имеют характеристическую скорость ΔV около 100 км/с, что по мнению Эдгара Чуэйри слишком медленно для путешествий к далёким звёздам.
Для проекта «Дедал» доктор наук Дональд Мартин на заседании Британского межпланетного общества в 1973 году рассматривал несколько вариантов двигательной установки. Так электроракетный двигатель с ядерным реактором и двигатель на управляемом термоядерном синтезе были отвергнуты из-за малой тяги, большой массы необходимого для преобразования ядерной энергии в электрическую оборудования и как следствие небольшого ускорения, которому потребовались бы столетия для достижения нужной скорости. Необходимую для достаточного ускорения мощность имела термическая ядерная ракета типа NERVA, однако она требовала для своей работы огромного количества топлива. Фотонный двигатель должен генерировать 3·109 ватт на 1 килограмм транспортного средства и требует гигантское зеркало с идеальной отражательной способностью (с коэффициентом поглощения менее 10−6), что на то время было технически невозможно. Также была отвергнута идея прямоточного двигателя Бассарда из-за малой плотности вещества в межзвёздной среде (1 атом/см3), большого диаметра воронки и большой мощности требуемого для неё электрического поля. Таким образом единственным подходящим типом двигателя был признан ядерный импульсный двигатель.
При непригодности химических ракет (которым для достижения ближайшей звезды потребуется 120 тысяч лет) для быстрых межзвёздных путешествий учёные предлагают следующие варианты:
- ракеты на управляемых ядерных реакциях (деление ядра, антиматерия и ядерный синтез);
- лазерный парус;
- термоядерный прямоточный корабль[93].

По мнению других специалистов, для межзвёздных полётов подходит только три источника энергии:
- ядерные и термоядерные реакции;
- аннигиляция;
- гравитационный коллапс, при которых носителями энергии выступают элементарные частицы с энергией не менее нескольких МэВ.

Ядерная энергия может использоваться для 3 видов тяги:
- наиболее близкая к реализации связка — электроракетного двигателя с ядерным энергоблоком,
- ядерный ракетный двигатель
- самый перспективный — термоядерный ракетный двигатель[94].

Отдельную тему представляют собой разнообразные гипотетические двигатели сверхсветового движения. Межзвёздный корабль, способный летать на сверхсветовых скоростях, предпочтительнее корабля с досветовым двигателем. Но также следует учитывать, что любой сверхсветовой корабль по скорости движения получится двухрежимным:
- в режиме сверхсветового движения полет выполняется на скорости, превышающей скорость света;
- в режиме досветового движения полет выполняется на скорости меньше скорости света.

### Ракетные технологии
Все концепции ракетных двигателей ограничены формулой Циолковского, которое определяет доступную характеристическую скорость в зависимости от скорости истечения и массового соотношения — отношения начальной (M0, включая топливо) к конечной (M1, без топлива) массе.
Для достижения межзвёздных целей в течение нескольких десятилетий требуется очень высокая удельная мощность, то есть отношение тяги к общей массе аппарата. Некоторая теплопередача неизбежна, что приводит к экстремальной тепловой нагрузке.
Таким образом, для всех концепций межзвёздных ракет ключевой инженерной проблемой (которая редко обсуждается открыто) является ограничение теплопередачи от выхлопных газов обратно в ракету.

#### Ядерные ракетные двигатели

##### Ракеты на расщеплении атомного ядра
Ракеты на расщеплении атомного ядра используют ядерное деление для создания высокоскоростных струй осколков деления атомного ядра, которые выбрасываются со скоростью до 12 000 км/с (7500 миль/с). При делении выделяется примерно 0,1 % от общей энергии массы реакторного топлива, что ограничивает эффективную скорость истечения примерно 5 % от скорости света. Для достижения максимальной скорости реакционная масса оптимально должна состоять из продуктов деления и результатов расщепления первичного источника энергии, поэтому в соотношении масс не должно быть лишней реакционной массы.

##### Двигатели на управляемых ядерных процессах
Ядерно-электрические или плазменные двигатели, работающие в течение длительного времени на малой тяге и питающиеся от ядерных реакторов, способны развивать гораздо большую скорость, чем двигатели на химическом топливе или ядерно-тепловые ракеты. Такие двигатели, вероятно, могут обеспечить исследование Солнечной системы с приемлемым временем в пути в течение текущего столетия. Из-за малой тяги они будут использоваться только за пределами планет в глубоком космосе. Электроракетный двигатель космического корабля работает от портативного источника питания (например ядерного реактора) и обеспечивает лишь небольшое ускорение. Чтобы достичь, например, 15 % скорости света, потребуются столетия, поэтому он не подходит для межзвёздных полётов в течение жизни одного человека.
Электроракетный двигатель с ядерным реактором имеет малую тягу, большой вес необходимого для преобразования ядерной энергии в электрическую оборудования и как следствие небольшое ускорение, поэтому потребуются столетия для достижения нужной скорости, что позволяет использовать его только в кораблях поколений. Термические ядерные двигатели типа NERVA имеют достаточную величину тяги, но низкую скорость истечения рабочей массы (порядка 10 км/сек), поэтому для разгона до нужной скорости потребуется огромное количество топлива.
По мнению Митио Каку главной проблемой ядерных ракетных двигателей является безопасность: в обычном ядерном реакторе используется низкообогащенный уран, поэтому опасность ядерного взрыва невелика, однако в ядерных ракетных двигателях для получения максимальной тяги используется высокообогащенный уран с большой вероятностью возникновения самопроизвольной цепной реакции.
На основе разработок конца 1950-х — начала 1960-х годов стало возможным технически реализовать строительство космических кораблей с ядерными импульсными двигателями, то есть двигателями, работающими за счёт серии ядерных взрывов. Эта двигательная установка обеспечивает очень высокий удельный импульс и высокую удельную мощность.
В 1970-х годах концепция ядерного импульсного двигателя была усовершенствована в рамках проекта «Дедал» за счёт использования инерционного термоядерного синтеза с внешним запуском — в данном случае для создания термоядерных взрывов путём сжатия гранул термоядерного топлива мощными электронными пучками. С тех пор для создания ядерных импульсов в двигательных установках предлагалось использовать лазеры, ионные пучки, пучки нейтральных частиц и гиперкинетические снаряды.
В настоящее время препятствием для разработки любого космического аппарата, работающего на ядерном взрыве, является Договор о частичном запрещении ядерных испытаний 1963 года, который включает запрет на взрывы любых ядерных устройств (даже не связанных с оружием) в космическом пространстве. Следовательно, этот договор необходимо пересмотреть, хотя проект такого масштаба, как межзвёздная миссия с использованием современных технологий, вероятно, потребует международного сотрудничества как минимум в масштабах Международной космической станции.
Ещё один вопрос, который следует рассмотреть, — это перегрузки, которым подвергаются быстро ускоряющийся космический корабль, груз и пассажиры внутри него.

##### Проект «Орион»
В 1950—1960 годах в США разрабатывался космический корабль с ядерно-импульсным ракетным двигателем для исследования межпланетного пространства «Орион». В ходе работ были предложены проекты большого и малого звездолётов («кораблей поколений»), способных добраться до звезды Альфа Центавра за 1800 и 130 лет соответственно.
По мнению Митио Каку главная проблема «Ориона» состоит в заражении радиоактивными осадками места старта, а также в коротких замыканиях в близлежащих электрических системах от электромагнитного импульса взрывов.
Участник проекта «Орион» Фримен Дайсон в 1968 году предложил проект межзвёздного космического корабля с ядерным импульсным двигателем, в котором использовался чистый термоядерный синтез дейтерия с очень высокой долей выгорания топлива. Он получил скорость истечения в 15 000 км/с для космического корабля массой 100 000 тонн, способного достичь дельта-v в 20 000 км/с, что позволило бы добраться до Альфы Центавра за 130 лет. Более поздние исследования показывают, что максимальная крейсерская скорость, которую теоретически может развить термоядерный двигатель Теллера — Улама на космическом корабле «Орион» (при условии, что топливо не будет экономиться для последующего торможения) составляет от 8 % до 10 % скорости света (0,08-0,1 с). Атомный «Орион» может развивать скорость до 3-5 % скорости света. Звездолёт с ядерным импульсным двигателем, работающим на термоядерном синтезе с использованием антиматерии в качестве катализатора, также будет развивать скорость в диапазоне до 10 %, а ракеты, работающие на аннигиляции материи и антиматерии, теоретически способны развивать скорость от 50 % до 80 % скорости света. В каждом случае экономия топлива за счёт замедления движения вдвое снижает максимальную скорость. Концепция использования магнитного паруса для замедления космического корабля при приближении к месту назначения рассматривалась как альтернатива использованию топлива. Это позволило бы кораблю двигаться с максимальной теоретической скоростью. К альтернативным конструкциям, использующим аналогичные принципы, относятся проект Longshot, проект Дедал и Mini-Mag Orion. Принцип использования внешнего ядерного импульсного двигателя для максимального увеличения запаса хода по-прежнему широко применяется в серьёзных концепциях межзвёздных полётов без передачи энергии извне и в очень высокопроизводительных межпланетных полётах.

##### Современные проекты ядерных звездолётов
В 1992 году Роберт Зубрин опубликовал идею ядерной ракеты на гомогенном растворе солей ядерного топлива, которая двигается на основе управляемого непрерывного ядерного взрыва и тормозит магнитным парусом.
Технологические идеи ранних проектов ядерных звездолётов использованы в современных проектах термоядерных межзвёздных кораблей «Longshot» и «Икар».
В конце 1980-х годов Военно-морской академией США и НАСА разрабатывался проект автоматического зонда-звездолёта «Longshot», основанный на использовании исключительно существующих технологий с настолько ближним сроком реализации, что зонд предполагалось собирать на также проектировавшейся орбитальной станции «Фридом», которая позже была преобразована в МКС. Проект использовал ядерный двигатель и имел время полёта со скоростью около 4,5 % световой до Альфа Центавра (с выходом на её орбиту, вместо просто пролёта как в проекте «Дедал») около 100 лет.
По инициированному в 2009 году фондом Tau Zero и Британским межпланетным обществом проекту «Икар» автоматический межзвёздный зонд может быть создан за несколько лет, будет иметь термоядерную двигательную установку и разгоняться до 10—20 % от скорости света, что дало бы достижение Альфа Центавра в течение активной жизни одного поколения за 20—40 лет.

#### Термоядерные ракетные двигатели

##### Проект «Дедал»
С 1973 по 1978 год Британское межпланетное общество разрабатывало проект «Дедал», целью которого было создать наиболее правдоподобный проект автоматического аппарата с термоядерным ракетным двигателем, способного достичь звезды Барнарда за 50 лет.
К ранним исследованиям относится проект «Дедал», разрабатывавшийся Британским межпланетным обществом в 1973—1978 годах, и проект «Лонгшот» — студенческий проект, спонсируемый НАСА и Военно-морской академией США, который был завершен в 1988 году. Другая довольно детально проработанная транспортная система «Дискавери II», разработанная и оптимизированная для пилотируемых полётов в Солнечной системе, основана на реакции D3He, но использует водород в качестве реакционной массы. Она была описана командой из Исследовательского центра Гленна в НАСА. Она достигает характерных скоростей более 300 км/с при ускорении ~1.7•10−3 g, начальной массе корабля ~1700 метрических тонн и доле полезной нагрузки более 10 %. Хотя эти показатели всё ещё далеки от требований, предъявляемых к межзвёздным путешествиям в масштабах человеческой жизни, исследование, по-видимому, представляет собой разумную отправную точку для того, что может стать достижимым в течение нескольких десятилетий, что вполне возможно при нынешнем уровне развития технологий. Исходя из того, что доля выгорания в этой концепции составляет 2,2 %, можно добиться скорости истечения продуктов термоядерного синтеза ~3000 км/с.
Ракетный корабль по проекту «Дедал» оказался таким громадным, что строить его пришлось бы в открытом космосе. Он должен был весить 54 000 т (почти весь вес — ракетное топливо) и мог бы разогнаться до 7,1 % скорости света, неся на себе полезную нагрузку весом 450 т. В отличие от проекта «Орион», рассчитанного на использование крохотных атомных бомб, проект «Дедал» предусматривал использование миниатюрных водородных бомб со смесью дейтерия и гелия-3 и системой зажигания при помощи электронных лучей. Но огромные технические проблемы и опасения, связанные с ядерным двигателем, привели к тому, что проект «Дедал» также был отложен на неопределённое время.
В 1982 году в журнале «Юный техник» появился проект межзвёздного зонда на основе технологий «Дедала». В 1987 году появился проект межзвёздного зонда на реактивной термоядерной системе с массой научной аппаратуры не меньше 150 кг и сроком полёта к одной из ближайших звёзд в 40—60 лет.

##### Современные проекты звездолётов на термоядерном синтезе
Термоядерные ракеты космических кораблей, работающие на основе термоядерных реакций, теоретически должны быть способны развивать скорость порядка 10 % от скорости света, исходя только из энергетических соображений. Теоретически большое количество ступеней может разогнать корабль до скорости, близкой к скорости света. Они будут «сжигать» такое лёгкое топливо, как дейтерий, тритий, 3He, 11B, and 7Li. Поскольку при термоядерном синтезе в качестве высвобождаемой энергии выделяется около 0,3-0,9 % массы ядерного топлива, этот процесс энергетически более выгоден, чем деление ядер, при котором высвобождается менее 0,1 % массы-энергии топлива. Максимально возможная скорость истечения, потенциально доступная с энергетической точки зрения, соответственно выше, чем при делении ядер, и обычно составляет 4-10 % от скорости света. Однако в наиболее легко достижимых реакциях термоядерного синтеза значительная часть энергии высвобождается в виде высокоэнергетических нейтронов, которые являются существенным источником потерь энергии. Таким образом, хотя эти концепции, по-видимому, открывают наилучшие (сравнительно ближайшие) перспективы для путешествий к ближайшим звёздам в течение (удлиненной) человеческой жизни, они по-прежнему сопряжены с огромными технологическими и инженерными трудностями, которые могут оказаться непреодолимыми на десятилетия или даже столетия.
В настоящее время специалистами разработано два проекта звездолётов на инерционном термоядерном синтезе: магнитного сопла для ракеты на лазерно-инерционном термоядерном синтезе и ракетный двигатель на инерционном лазерном синтезе, основанном на концепции быстрого воспламенения. Также существует проект термоядерного ракетного двигателя на стационарном магнитном удержании плазмы в открытых линейных ловушках. Для магнитного удержания термоядерной плазмы могут использоваться открытые ловушки (например амбиполярная ловушка).

#### Фотонные и аннигиляционные двигатели

##### Аннигиляционные двигатели
Скорость движения обычных ракет существенным образом зависит от скорости истечения рабочего тела. Ни химические, ни ядерные реакции, известные в настоящее время, не позволяют достичь скоростей истечения, достаточных для разгона космического судна до околосветовой скорости. В качестве одного из вариантов решения проблемы предлагается использование в качестве рабочего вещества ракеты элементарные частицы, движущиеся со световой или околосветовой скоростью.
Для получения таких частиц можно использовать аннигиляцию материи и антиматерии. Например, взаимодействие электронов и позитронов порождает гамма-излучение, которое используется для создания реактивной тяги в конструкциях так называемых фотонных ракет. Может быть также использована реакция аннигиляции протонов и антипротонов, в результате которой образуются пионы.
В случае, когда скорость истечения рабочего вещества реактивного двигателя равна скорости света, число Циолковского {\displaystyle z={\frac {m_{0}}{m_{k}}}} определяется по формуле {\displaystyle z={\sqrt {\frac {1+{\frac {v_{0}}{c}}}{1+{\frac {v_{k}}{c}}}}}}. Отсюда следует, что для достижения скорости в {\displaystyle 0,9c}, число Циолковского должно быть равно {\displaystyle 4,36}.
Теоретические расчёты американских физиков Ронана Кина и Вей-мин Чжана показывают, что на основе современных технологий возможно создание аннигиляционного двигателя, способного разогнать космический корабль до 70 % от скорости света. Предложенный ими двигатель быстрее других теоретических разработок благодаря особому устройству реактивной дюзы. Однако основными проблемами при создании аннигиляционных ракет с подобными двигателями являются получение нужного количества антивещества, а также его хранение. По состоянию на май 2011 года рекордное время хранения атомов антиводорода составило 1000 секунд (~16,5 минут). По оценкам НАСА 2006 года, производство миллиграмма позитронов стоило примерно 25 миллионов долларов США. По оценке 1999 года, один грамм антиводорода стоил бы 62,5 триллиона долларов.

##### Ракета на антивеществе
Ракета на антивеществе будет обладать гораздо более высокой плотностью энергии и удельным импульсом, чем любой другой предлагаемый тип ракеты. Если будут найдены энергетические ресурсы и эффективные методы производства антивещества в необходимых количествах и его безопасного хранения, то теоретически можно будет достичь скорости в несколько десятков процентов от скорости света. Сомнительно, что использование антивещества в качестве движущей силы может привести к более высоким скоростям (>90 % скорости света), при которых релятивистское замедление времени станет более заметным, а значит, для путешественников время будет идти медленнее, чем для стороннего наблюдателя. Это связано с тем, что потребуется большое количество антивещества.
Если предположить, что производство и хранение антивещества станут возможными, необходимо рассмотреть ещё два вопроса. Во-первых, при аннигиляции антивещества большая часть энергии теряется в виде высокоэнергетического гамма-излучения и особенно в виде нейтрино, так что только около 40 % mc2 фактически будет доступно, если позволить антивеществу просто аннигилировать с образованием излучения. Тем не менее энергия, доступная для движения, будет значительно выше, чем ~1 % от mc2 при ядерном синтезе, который является следующим по эффективности кандидатом.
Во-вторых, передача тепла от выхлопных газов к транспортному средству, скорее всего, приведёт к потере огромного количества энергии (например, при ускорении корабля на 0,1 g теряется около 0,3 триллиона ватт на тонну массы корабля), учитывая, что значительная часть энергии преобразуется в проникающие гамма-лучи. Даже если предположить, что для защиты полезной нагрузки (и пассажиров в транспортном средстве с экипажем) будет обеспечена защита, часть энергии неизбежно будет нагревать транспортное средство и, таким образом, может стать ограничивающим фактором для достижения полезного ускорения.
Совсем недавно Фридвардт Винтерберг предположил, что фотонная ракета на основе гамма-лазера, работающего на энергии в несколько ГэВ, возможна благодаря релятивистскому протонно-антипротонному пинч-разряду, при котором отдача от лазерного луча передается космическому аппарату за счет эффекта Мёссбауэра.

##### Фотонный двигатель на магнитных монополях
По мнению автора журнала Техника — молодёжи А. Владимова только фотонные двигатели пригодны для дальних космических путешествий..
Если справедливы некоторые варианты теорий Великого объединения, такие как модель 'т Хоофта — Полякова, то можно построить фотонный двигатель, не использующий антивещество, так как магнитный монополь гипотетически может катализировать распад протона на позитрон и π0-мезон:
{\displaystyle p\rightarrow e^{+}+\pi ^{0}}
π0 быстро распадается на 2 фотона, а позитрон аннигилирует с электроном, в итоге атом водорода превращается в 4 фотона, и нерешённой остаётся только проблема зеркала.
Фотонный двигатель на магнитных монополях мог бы работать и по прямоточной схеме.
В то же время в большинстве современных теорий Великого объединения магнитные монополи отсутствуют, что ставит под сомнение эту привлекательную идею.
У фотонных двигателей на аннигиляции материи есть следующие проблемы: хранение антивещества, защита отражающего фотоны зеркала от выделяемой энергии, время разгона и размеры.

#### Классические двигатели

##### Ионные двигатели
в 1946 году американский физик И. Акерет (Ackeret) предложил использовать для межзвёздного полёта ионные двигатели, которые снабжали бы заряженными частицами в результате термоядерной реакции или реакции аннигиляции.
В космических аппаратах с электрической тягой, таких как Dawn, используется ионный двигатель. В ионном двигателе электрическая энергия используется для создания заряженных частиц топлива (обычно газа ксенона) и их ускорения до чрезвычайно высоких скоростей. Скорость истечения газов в обычных ракетах ограничена примерно 5 км/с из-за химической энергии, запасённой в молекулярных связях топлива. Они создают высокую тягу (около 106 N), но у них низкий удельный импульс, что ограничивает их максимальную скорость. Ионные двигатели, напротив, обладают малой тягой, но их максимальная скорость в принципе ограничена только электрической мощностью (доступной на космическом аппарате) и скоростью ускоряемых ионов газа. Скорость истечения заряженных частиц составляет от 15 до 35 км/с.
Ионные двигатели уже используются в некоторых космических аппаратах (например, в КА «Рассвет»). Ионные двигатели используют электрическую энергию для создания в топливе (обычно ксенон) заряженных частиц, которые затем ускоряются. Выхлопная скорость частиц от 15 до 35 километров в секунду.

#### Гибридные системы

##### Ракеты с внешним источником энергии
Ракеты, получающие энергию от внешних источников, таких как лазер, могли бы заменить свой внутренний источник энергии на энергетический коллектор, что потенциально позволило бы значительно уменьшить массу корабля и обеспечить гораздо более высокую скорость полёта.
Джеффри Лэндис рассматривал возможность использования ионного двигателя для межзвездных полетов при внешнем источнике энергопитания от базовой станции через лазер на солнечные батареи для беспилотного межзвездного зонда с полезной нагрузкой в 270 кг. В 1994 году он предложил проект межзвёздного ионного зонда, который получал бы энергию от лазерного луча на станции. Такой двигатель по сравнению с лазерно-световым парусом потреблял бы на 19 ГВт меньше, будучи при этом в полтора раза сильнее. На данный момент этот проект неосуществим: двигатель должен иметь скорость истечения 0,073 с (удельный импульс 2 миллиона секунд), при этом его тяга должна достигать 1570 Н (то есть 350 фунтов). В данный момент эти показатели недостижимы.
Ленард и Эндрюс предложили использовать лазер базовой станции для ускорения ядерно-топливных шариков, которые затем будут запущены в космическом аппарате Mini-Mag Orion для обеспечения тяги.

##### Межзвёздные корабли с магнитным зеркалом
Для защиты от межзвёздного вещества, а также для ускорения и перенаправления потока заряженных частиц из работающего двигателя в нужную сторону А. В. Багров, М. А. Смирнов и С. А. Смирнов предлагают использовать магнитное поле от кольцевого магнита в виде тора (по их расчётам такой корабль доберётся до Плутона за 2 месяца). Также они разработали проект корабля с импульсным термоядерным двигателем и электромагнитом в виде сверхпроводящего тора: по их подсчётам такой корабль может добраться до Плутона и вернуться обратно за 4 месяца с затратой 75 тонн топлива, до Альфы Центавра за 12 лет, а до Эпсилона Эридана за 24,8 года.

### Способы полета, не связанные с ракетами
Проблема всех традиционных методов ракетного движения заключается в том, что космическому кораблю приходится брать с собой топливо, что делает его очень массивным в соответствии с формулой Циолковского. Несколько концепций пытаются решить эту проблему.

#### Двигатель с радиочастотным резонансом
Радиочастотный (РЧ) резонансный резонаторный двигатель — это устройство, которое претендует на звание двигателя космического корабля. В 2016 году Лаборатория физики перспективных двигателей при НАСА сообщила о наблюдении небольшой видимой тяги во время одного из таких испытаний, но с тех пор этот результат не был воспроизведён. Одна из конструкций называется EMDrive. В декабре 2002 года компания Satellite Propulsion Research Ltd описала рабочий прототип с предполагаемой общей тягой около 0,02 ньютона, работающий от объемного магнетрона мощностью 850 Вт. Устройство проработало всего несколько десятков секунд, прежде чем магнетрон вышел из строя из-за перегрева. Последний тест EmDrive показал, что он не работает.

#### Спиральный двигатель
Концепция спирального двигателя, предложенная в 2019 году учёным из НАСА доктором Дэвидом Бёрнсом, предполагает использование ускорителя частиц для разгона частиц почти до скорости света. Поскольку частицы, движущиеся с такой скоростью, приобретают большую массу, считается, что это изменение массы может привести к ускорению. По словам Бёрнса, космический корабль теоретически может достичь 99 % скорости света.

#### Прямоточные двигатели на межзвёздном водороде
В 1960 году Роберт Бассард предложил прямоточный двигатель Бассарда — термоядерную ракету, в которой огромная воронка собирала бы рассеянный водород в межзвёздном пространстве, а корабль «сжигал» бы его на лету с помощью протонно-протонной цепной реакции и выбрасывал бы его через заднюю часть. Более поздние расчёты с более точными оценками показывают, что создаваемая тяга будет меньше сопротивления, вызываемого любой мыслимой конструкцией воронки. Тем не менее идея привлекательна, поскольку топливо будет собираться по пути (что соответствует концепции сбора энергии), поэтому теоретически корабль может разогнаться почти до скорости света. Ограничение связано с тем, что реакция может разогнать топливо только до 0,12 скорости света. Таким образом, сопротивление при захвате межзвёздной пыли и тяга при разгоне этой же пыли до 0,12 скорости света будут одинаковыми при скорости 0,12 скорости света, что препятствует дальнейшему ускорению.
Принцип прямоточного двигателя предложил в 1960 году физик Роберт Буссард, позднее его популяризировал Карл Саган. По расчетам Буссарда прямоточный термоядерный двигатель весом в 1 тысячу тонн мог бы теоретически поддерживать постоянное ускорение в 1 g (за 1 год такого ускорения корабль достиг бы 77 % от скорости света). По мнению Митио Каку в книге «Физика невозможного», прямоточный термоядерный двигатель является самым перспективным для межзвездных путешествий, который за счёт сбора топлива по пути мог бы теоретически работать бесконечно и за счет постоянного ускорения и релятивистского замедления времени внутри корабля через 11 лет по корабельным часам достичь звездного скопления Плеяды на расстоянии 400 световых лет от Земли, Туманности Андромеды на расстоянии 2 миллионов световых лет за 23 года корабельного времени, а за продолжительность жизни членов экипажа — пределов видимой Вселенной (в то время, как на Земле прошло бы несколько миллиардов лет). Однако такой корабль имеет определённые технические сложности. С учётом плотности водорода в межзвездном пространстве для поддержания постоянного ускорения в 1 g собирающая водород воронка должна иметь диаметр около 160 километров. Также для прямоточного термоядерного двигателя необходима протон-протонная реакция синтеза, которая в настоящее время недостаточно изучена. Также при приближении к скорости света возрастет сопротивление межзвездной среды.
Основная составляющая массы современных ракет — это масса топлива, требуемого ракете для разгона. Если удастся каким-нибудь образом использовать в качестве рабочего тела и топлива окружающую среду, можно значительно уменьшить массу межзвёздного аппарата и достичь за счёт этого больших скоростей движения даже при использовании топливно-ракетного двигателя. В связи с этим появилась идея прямоточного двигателя, который использует в качестве топлива межзвёздный водород.
Использование прямоточного двигателя снимает ограничения по дальности полёта в связи с конечными запасами топлива и энергии на борту корабля, однако имеет серьёзную проблему в виде малой плотности водорода в межзвёздном пространстве и как следствие низкой скорости.
К преимуществам данного проекта относится очистка космоса впереди движения корабля от межзвёздных частиц, которые могли быть опасны для звездолёта при высоких скоростях встречного движения. Однако для прямоточного двигателя потребуется воронка огромного диаметра и достаточно большая изначальная скорость звездолёта (по некоторым оценка до 20—30 % от скорости света). Столкновение с межзвёздным водородом на таких скоростях может постепенно разрушить материал воронки, поэтому есть проекты собирать межзвёздный водород электромагнитным полем вместо воронки из вещества.
Для предложенного такого водородного прямоточного ракетного двигателя потребуется воронка огромного диаметра для сбора разреженного межзвёздного водорода, имеющего плотность 1 атом на кубический сантиметр. Если для сбора межзвёздного водорода использовать сверхмощное электромагнитное поле, то силовые нагрузки на генерирующую катушку окажутся настолько велики, что их преодоление окажется маловероятным даже для техники будущего.
В 1960-е годы Робертом Бассардом была предложена конструкция межзвёздного прямоточного реактивного двигателя. Она схожа с конструкцией воздушно-реактивных двигателей. Межзвёздная среда состоит в основном из водорода. Этот водород может быть захвачен и использован в качестве рабочего тела. Кроме того, он может быть использован в качестве топлива для управляемой термоядерной реакции, служащей источником энергии для создания ускоряющего ракету реактивного потока.
Поскольку межзвёздная среда является крайне разреженной (порядка одного атома водорода на кубический сантиметр пространства), необходимо использование экранов огромного размера (тысячи километров) для сбора нужного количества топлива. Масса таких экранов крайне велика даже при условии использования наиболее лёгких материалов, поэтому предлагается использовать для сбора вещества магнитные поля.
Ещё одним недостатком термоядерного прямоточного двигателя является ограниченность скорости, которой может достичь оснащённый им корабль (не более 0,119 c = 35,7 тыс. км/с). Это связано с тем, что при улавливании каждого атома водорода (который можно в первом приближении считать неподвижным относительно звёзд) корабль теряет определённый импульс, который удастся компенсировать тягой двигателя только если скорость не превышает некоторый предел. Для преодоления этого ограничения необходима как можно более полная утилизация кинетической энергии улавливаемых атомов, что представляется достаточно трудной задачей.
Допустим, экран уловил 4 атома водорода. При работе термоядерного реактора четыре протона превращаются в одну альфа-частицу, два позитрона и два нейтрино. Для простоты пренебрежём нейтрино (учёт нейтрино потребует точного расчёта всех стадий реакции, а потери на нейтрино составляют около процента), а позитроны проаннигилируем с 2 электронами, оставшимися от атомов водорода после изъятия из них протонов. Ещё 2 электрона пойдут на то, чтобы превратить альфа-частицу в нейтральный атом гелия, который благодаря полученной от реакции энергии будет ускорен в сопле двигателя.
Итоговое уравнение реакции без учёта нейтрино:
41
1H → 4
2He + (4mH − mHe)c² (≈27 МэВ)
Пусть корабль летит со скоростью v. При улавливании четырёх атомов водорода в системе отсчёта корабля теряется импульс:
{\displaystyle P_{1}={\frac {4m_{H}v}{\sqrt {1-v^{2}/c^{2}}}}}
Теоретически достижимый импульс, с которым корабль может запустить атом гелия, можно получить из известного релятивистского соотношения между массой, энергией и импульсом:
{\displaystyle E_{He}^{2}/c^{2}-P_{2}^{2}=m_{He}^{2}c^{2}}
Энергия атома гелия (включая энергию покоя) не может превышать сумму масс четырёх атомов водорода, умноженную на квадрат скорости света:
{\displaystyle E_{He\,max}=4m_{H}c^{2}}
Отсюда квадрат максимально достижимого импульса атома гелия:
{\displaystyle P_{2}^{2}=(4m_{H})^{2}c^{2}-m_{He}^{2}c^{2}}
Если корабль в результате улавливания и утилизации четырёх атомов водорода не ускорился и не замедлился, значит, импульс, потерянный при их улавливании, равен импульсу, приобретённому в результате выброса атома гелия из сопла.
{\displaystyle P_{1}=P_{2}}
{\displaystyle P_{1}^{2}=P_{2}^{2}}
{\displaystyle {\frac {(4m_{H})^{2}v^{2}}{1-v^{2}/c^{2}}}=(4m_{H})^{2}c^{2}-m_{He}^{2}c^{2}}
{\displaystyle {\frac {v^{2}/c^{2}}{1-v^{2}/c^{2}}}=1-\left({\frac {m_{He}}{4m_{H}}}\right)^{2}}
{\displaystyle {\frac {v}{c}}={\sqrt {\frac {1-\left({\frac {m_{He}}{4m_{H}}}\right)^{2}}{2-\left({\frac {m_{He}}{4m_{H}}}\right)^{2}}}}\approx 0,119}

#### Прямоточный термоядерный звездолёт на фотонном двигателе
В 1960-х годах за десятилетие до проекта «Дедал» в СССР Валерием Бурдаковым разрабатывался проект космического корабля на основе термоядерного двигателя, который посредством магнитной воронки собирает водород из окружающего пространства и запускает в действие фотонный двигатель. По сути это был гибрид трёх идей межзвёздных путешествий: термоядерной реакции, прямоточного корабля на основе магнитной воронки и фотонного двигателя. Эта идея имела преимущество перед термоядерным звездолётом в отсутствии необходимости нести топливо на борту (которое составляло большую часть массы). Проект корабля Бурдакова-Данилова предусматривает разгон на термоядерном двигателе, затем включается прямоточный двигатель, а собранное межзвёздное вещество взаимодействует с запасами антивещества на борту корабля для работы фотонного двигателя (таким образом решался вопрос с низкой плотностью межзвёздного вещества, которого для аннигиляции антивещества в фотонном двигателе нужно меньше, чем для работы термоядерного двигателя).

#### Движители на давлении электромагнитных волн
Световой парус или магнитный парус, приводимый в действие мощным лазером или ускорителем частиц в родной звёздной системе, потенциально может развивать даже более высокую скорость, чем ракетные или импульсные двигатели, поскольку ему не нужно нести собственную реактивную массу, а значит, ему нужно только ускорить полезную нагрузку корабля. Роберт Л. Форвард предложил способ замедления межзвёздного корабля со световым парусом длиной 100 километров в звёздной системе назначения без использования лазерной установки в этой системе. В этой схеме дополнительный парус длиной 30 километров разворачивается в задней части космического аппарата, а большой основной парус отсоединяется от аппарата, чтобы продолжать движение вперёд самостоятельно. Свет отражается от большого основного паруса и попадает на дополнительный парус, который используется для замедления дополнительного паруса и полезной нагрузки космического аппарата . В 2002 году Джеффри А. Лэндис из НАСА в исследовательском центре Глен также предложил проект парусного корабля с лазерным двигателем, на котором будет установлен алмазный парус (толщиной в несколько нанометров), работающий на солнечной энергии. Согласно этому предложению, такой межзвёздный корабль теоретически мог бы развивать скорость до 10 % от скорости света. Также было предложено использовать лучевую двигательную установку для ускорения космического корабля и электромагнитную двигательную установку для его замедления. Таким образом, можно решить проблему, связанную с сопротивлением, возникающим при ускорении прямоточного воздушно-реактивного двигателя Бассарда.
Магнитный парус также может замедляться в точке назначения, не используя запасённое топливо или движущий луч в системе назначения, за счёт взаимодействия с плазмой солнечного ветра звезды назначения и межзвёздной средой.
Разработано несколько вариантов межзвёздных кораблей на основе солнечного и других видов космического паруса.
Выделяют два проекта космических парусников: на давлении солнечного света и от искусственного лазера (идея Роберта Форварда). Недостатком первого типа является слабое световое давление от Солнца, которое при увеличении расстояния будет ослабевать. Недостатком второго типа является сложность наведения лазера на большом расстоянии. Общим недостатком космических парусников всех типов является хрупкость конструкции тонкого и обширного паруса, который может быть легко разрушен при столкновении с межзвёздным веществом.
Преимуществом парусника является отсутствие топлива на борту. Его недостатком является невозможность использования паруса для торможения или путешествия назад к Земле, поэтому он хорош для запуска автоматических зондов, станций и грузовых кораблей, но малопригоден для пилотируемых полётов с возвратом (либо космонавтам нужно будет взять с собой второй лазер с запасом энергии для установки в пункте назначения, что фактически сводит на нет все преимущества парусника).
Идея о использовании давления света для осуществления межпланетных путешествий была выдвинута практически сразу после открытия этого давления физиком П. Н. Лебедевым в работах К. Циолковского и Ф. Цандера. Однако реальная возможность получения электромагнитного луча нужной мощности появилась только после изобретения лазеров.
В 1971 году в докладе Г. Маркса на симпозиуме в Бюракане было предложено использовать для межзвёздных перелётов лазеры рентгеновского диапазона. Позже возможность использования этого типа движителя исследовалась НАСА. В результате был сделан следующий вывод: «Если будет найдена возможность создания лазера, работающего в рентгеновском диапазоне длин волн, то можно говорить о реальной разработке летательного аппарата (разгоняемого лучом такого лазера), который сможет покрывать расстояния до ближайших звёзд значительно быстрее, чем все известные в настоящее время системы с ракетными двигателями. Расчёты показывают, что с помощью космической системы, рассмотренной в данной работе, можно достичь звезды Альфа Центавра… примерно за 10 лет».
В 1985 году Р. Форвардом была предложена конструкция межзвёздного зонда, разгоняемого энергией микроволнового излучения. Проектом предусматривалось, что зонд достигнет ближайших звёзд за 21 год.
На 36-м Международном астрономическом конгрессе был предложен проект лазерного звездолёта, движение которого обеспечивается энергией лазеров оптического диапазона, расположенных на орбите вокруг Меркурия. По расчётам, путь звездолёта этой конструкции до звезды Эпсилон Эридана (10,8 световых лет) и обратно занял бы 51 год.
Парус, разгоняемый наземным лазерным источником-движителем, используется в начатом современном проекте малых автоматических межзвёздных зондов Breakthrough Starshot. На реализацию проекта необходимо до 10 миллиардов долларов и до 20 лет. Скорость зондов составит до 20 % скорости света, время полёта до Проксима или Альфа Центавра в 4 световых годах от Земли — около 20 лет.
По оценкам Митио Каку в книге «Физика невозможного» теоретически возможен разгоняемый лазерами с Луны солнечный парус, который может достичь до половины скорости света и долететь до ближайшей звезды за 8 лет. Однако это потребует строительства солнечного паруса поперечником в несколько сотен километров и тысяч лазеров на Луне с продолжительностью работы в десятилетия, что трудно реализовать по экономическим и техническим причинам.
В следующей таблице приведены примеры концепций использования лучевого лазерного двигателя, предложенных физиком Робертом Л. Форвардом:
| Тип полета                | Миссии            | Мощность лазера | Масса транспортного средства | Ускорение | Диаметр паруса | Максимальная скорость (% от скорости света) | Общая продолжительность                                 |
| ------------------------- | ----------------- | --------------- | ---------------------------- | --------- | -------------- | ------------------------------------------- | ------------------------------------------------------- |
| Пролёт — Альфа Центавра   | исходящий этап    | 65 ГВт          | 1 т                          | 0,036 g   | 3,6 км         | 11 % @ 0,17 ly                              | 40 лет                                                  |
| Рандеву — Альфа Центавраi | исходящий этап    | 7 200 ГВт       | 785 т                        | 0,005 g   | 100 км         | 21 % @ 4,29 ly                              | 41 год                                                  |
| Рандеву — Альфа Центавраi | стадия замедления | 26 000 ГВт      | 71 т                         | 0,2 g     | 30 км          | 21 % @ 4,29 ly                              | 41 год                                                  |
| Экипаж — Эпсилон Эридана  | исходящий этап    | 75 000 000 ГВт  | 78 500 т                     | 0,3 g     | 1000 км        | 50 % @ 0,4 ly                               | 51 год (включая 5 лет на исследование звездной системы) |
| Экипаж — Эпсилон Эридана  | стадия замедления | 21 500 000 ГВт  | 7 850 т                      | 0,3 g     | 320 км         | 50 % @ 10,4 ly                              | 51 год (включая 5 лет на исследование звездной системы) |
| Экипаж — Эпсилон Эридана  | этап возврата     | 710 000 ГВт     | 785 т                        | 0,3 g     | 100 км         | 50 % @ 10,4 ly                              | 51 год (включая 5 лет на исследование звездной системы) |
| Экипаж — Эпсилон Эридана  | стадия замедления | 60 000 ГВт      | 785 т                        | 0,3 g     | 100 км         | 50 % @ 0,4 ly                               | 51 год (включая 5 лет на исследование звездной системы) |

Каталог межзвёздных путешествий с использованием фотогравитационных двигателей (основан на работе Хеллера, Хиппке и Кервеллы).
| Название        | Время в пути (лет) | Расстояние (ly) | Светимость (☉) |
| --------------- | ------------------ | --------------- | -------------- |
| Сириус А        | 68,90              | 8,58            | 24,20          |
| α Центавра A    | 101,25             | 4,36            | 1,52           |
| α Центавра B    | 147,58             | 4,36            | 0,50           |
| Процион А       | 154,06             | 11,44           | 6,94           |
| Вега            | 167,39             | 25,02           | 50,05          |
| Альтаир         | 176,67             | 16,69           | 10,70          |
| Фомальгаут А    | 221,33             | 25,13           | 16,67          |
| Денебола        | 325,56             | 35,78           | 14,66          |
| Кастор А        | 341,35             | 50,98           | 49,85          |
| Эпсилон Эридана | 363,35             | 10,50           | 0,50           |

- Последовательное использование α Центавра A и B может сократить время путешествия до 75 лет.
- Номинальное отношение массы к площади поверхности (σnom) для паруса из графена составляет 8,6×10−4 грамм м−2.
- Площадь светового паруса составляет около 105 м2=(316 м)2
- Скорость до 37,300 км с−1 (12,5 % c)

#### Предварительно ускоренное топливо
Чтобы время межзвёздного перелёта от одной звезды до другой было меньше продолжительности жизни человека, необходимо, чтобы отношение массы к полезной нагрузке составляло от 1000 до 1 000 000 даже для ближайших звёзд. Этого можно добиться с помощью многоступенчатых космических аппаратов. В качестве альтернативы можно использовать большие линейные ускорители для подачи топлива на космические аппараты с ядерными двигателями, что позволит избежать ограничений уравнения Циолковского.

#### Динамичное парение
Динамическое парение для путешествий в межзвёздном пространстве.

## Проекты и исследования

### Проект «Гиперион»
Проект «Гиперион» изучал различные аспекты осуществимости межзвёздных путешествий с экипажем . Среди заметных результатов проекта — оценка архитектуры космических кораблей и необходимого размера экипажа. Участники проекта продолжают публиковать материалы о межзвёздных путешествиях с экипажем в сотрудничестве с Инициативой по межзвёздным исследованиям.

### Звездолет Энцмана
Звездолёт Энцмана, подробно описанный Г. Гарри Стайном в октябрьском выпуске журнала Analog Science Fiction and Fact за 1973 год, представлял собой проект будущего звёздного корабля, основанный на идеях Роберта Данкана-Энцмана. В предложенном космическом корабле использовался шар из замороженного дейтерия весом 12 000 000 тонн для питания 12-24 термоядерных импульсных двигателей. Космический корабль, в два раза превышающий по высоте Эмпайр-стейт-билдинг и собираемый на орбите, был частью более масштабного проекта, которому предшествовали межзвёздные зонды и телескопические наблюдения за целевыми звёздными системами.

### Исследования НАСА
НАСА занимается исследованиями в области межзвёздных путешествий с момента своего основания. В 1960-х годах агентство переводило важные статьи на иностранных языках и проводило первые исследования по применению термоядерных двигателей, а в 1970-х — лазерных двигателей для межзвёздных путешествий.
В 1994 году НАСА и JPL совместно организовали «Семинар по продвинутому движению в квантовой / теории относительности», чтобы «установить и использовать новые системы отсчета для размышлений о сверхсветовой скорости».
Программа прорывных исследований НАСА в области физики двигателей (прекращена в 2003 финансовом году после шестилетнего исследования стоимостью 1,2 миллиона долларов, поскольку «прорывных результатов не предвидится») выявила ряд прорывных технологий, необходимых для осуществления межзвёздных путешествий.
Джеффри А. Лэндис из Исследовательского центра Гленна НАСА утверждает, что межзвёздный парусный корабль с лазерным двигателем может быть запущен в течение 50 лет с использованием новых методов космических путешествий. «Я думаю, что в конечном счёте мы это сделаем, вопрос только в том, когда и кто», — сказал Лэндис в интервью. По его мнению, ракеты слишком медленные, чтобы отправлять людей в межзвёздные путешествия. Вместо этого он предлагает межзвёздный корабль с огромными парусами, который движется за счёт лазерного излучения со скоростью примерно в одну десятую от скорости света. Такому кораблю потребуется около 43 лет, чтобы добраться до Альфы Центавра, если он пролетит через систему без остановки. Если он замедлится, чтобы остановиться у Альфы Центавра, то путешествие может затянуться до 100 лет, а если он не будет замедляться, то возникнет проблема с проведением достаточно точных и полезных наблюдений и измерений во время пролёта.

### Исследование «100-летний звездолет»
Исследование 100-летнего звездолета (100YSS) представляло собой годичный проект по оценке характеристик и созданию основы для организации, которая могла бы воплотить в жизнь концепцию 100-летнего звездолета. В период с 2011 по 2015 год было организовано несколько симпозиумов, посвященных 100YSS.
Уайт, Гарольд Сонни из Космического центра имени Линдона Джонсона при НАСА является членом Icarus Interstellar, некоммерческого фонда, миссия которого — осуществить межзвёздный полёт до 2100 года. На встрече 100YSS в 2012 году он сообщил, что использовал лазер для попытки искривить пространство-время на 1 часть из 10 миллионов, чтобы сделать возможным межзвёздное путешествие.

### Другие проекты
- Проект «Орион», межзвёздный корабль с экипажем из людей (1958—1968).
- Проект «Дедал», межзвёздный зонд без экипажа (1973—1978).
- Starwisp — беспилотный межзвёздный зонд (1985)[181].
- Longshot (проект), беспилотный межзвёздный зонд (1987—1988).
- Starseed (запускатель)[англ.], флот беспилотных межзвёздных зондов (1996).
- Проект «Валькирия»[англ.], межзвёздный корабль с экипажем из людей (2009).
- Икар (проект), межзвёздный зонд без экипажа (2009—2014).
- «Солнечник» — беспилотный межзвёздный зонд[182].
- Проект «Стрекоза»[англ.], небольшой межзвёздный зонд с лазерным двигателем (2013—2015).
- Breakthrough Starshot — флот беспилотных межзвёздных зондов, анонсированный 12 апреля 2016 года[183][184][185].
- Solar One[англ.] — пилотируемый космический корабль, который будет сочетать в себе лучевую, электромагнитную и ядерную двигательные установки (2020)[186].

## Системы торможения
Не намного меньшую, чем при разгоне, проблему представляет собой торможение межзвёздных кораблей, набравших сверхвысокие скорости. Предложены несколько способов:
- торможение на внутренних источниках — ракетное;
- торможение за счёт лазерного луча, присылаемого из Солнечной системы;
- торможение магнитным полем с использованием магнитного паруса Роберта Зубрина на сверхпроводниках[107][187].

## Некоммерческие организации
По всему миру существует несколько организаций, занимающихся исследованиями в области межзвёздных двигателей и их популяризацией. Они всё ещё находятся на начальном этапе развития, но уже насчитывают в своих рядах множество учёных, студентов и специалистов.
- Инициатива по межзвездным исследованиям (Великобритания)[англ.][188].
- Основание Tau Zero (США)[англ.][189].
- Институт безграничного космоса (США)[190].
- Межзвёздная мастерская в долине Теннесси (TVIW), коммерческое название — Межзвёздная исследовательская группа (IRG) (США)[191].

## Межзвёздные миссии не приносят пользы людям
Исследовательские высокоскоростные миссии к Альфе Центавра, запланированные в рамках проекта Breakthrough Starshot, по прогнозам, будут реализованы в XXI веке. В качестве альтернативы можно запланировать беспилотные медленные миссии, на которые уйдут тысячелетия. Эти зонды не принесут пользы человечеству в том смысле, что невозможно предсказать, будет ли кто-то на Земле через столько лет заинтересован в полученных научных данных. Примером может служить миссия Genesis, цель которой — привнести одноклеточную жизнь в духе направленной панспермии на пригодные для жизни, но бесплодные планеты. Сравнительно медленно курсирующие зонды Genesis с типичной скоростью в 1\300 скорости света, соответствующей примерно 1 000 км\с, могут быть замедлены с помощью магнитного паруса. Следовательно, беспилотные полеты, не предназначенные для блага человека, могут быть осуществимы.

## В фантастике
Изначально корабли для межзвёздных полётов в фантастике выглядели, как гибрид ракеты-носителя и подводной лодки с обтекаемыми формами. Таков, например, корабль «Тантра» из романа И. Ефремова «Туманность Андромеды», впервые изданного в год запуска первого искусственного спутника Земли. Когда пришло понимание, что в космосе отсутствует сопротивление среды, межзвёздные корабли стали приобретать в искусстве сложные архитектурные формы.
Чаще всего писатели ранней фантастики описывали в кораблях для межзвёздных полётов использование обычных химических реактивных двигателей на химическом топливе. Позже многие фантасты, понимая несовершенство таких типов двигателей, изобретали более совершенные типы ракетного горючего:
- ультралиддит в «Аэлите» А. Толстого или анамезон И. Ефремова из «Туманности Андромеды»;
- в той же «Аэлите» фигурируют корабли магацитлов, использующие ядерную энергию;
- термоядерное топливо;
- антивещество.

Последнее фигурирует не только в качестве топлива фотонных двигателей, но часто и в качестве топлива главных энергоблоков многих фантастических сверхсветовых кораблей.
На смену ракетным двигателям как недостаточно быстрым пришли «нуль-транспортировки», «варп-двигатели», «подпространственные переходы», «смежные миры», «гипердвигатели», «тоннельные двигатели».
В романе «Люди как боги» С. Снегова для межзвёздных путешествий используются особые свойства пространства и времени, в частности, открытая людьми будущего двухмерность времени, позволяющая совмещать точки начала и конца пути за счёт сворачивания пространства.
Во вселенной Star Wars используются и повсеместно распространены гипердвигатели, перемещающие корабль через иное измерение со скоростью, значительно превышающей световую. Та же идея присутствует во вселенной Warhammer 40000, где корабли многих разумных рас фактически путешествуют через Ад. Это перекликается с идеями использования червоточин для межзвездных перемещений.￼